# Parque nacional Reinheimen
 El parque nacional Reinheimen ( en noruego: Reinheimen nasjonalpark) es un parque nacional en Noruega que fue establecido en 2006. El parque consiste en 1,969 km² de zona de montaña protegida continua. Se encuentra en los condados de Møre og Romsdal y Oppland en el oeste de Noruega.  El parque incluye partes de los municipios de Lesja, Skjåk, Vågå, Lom, Norddal y Rauma. El parque se compone de gran parte de la cordillera de Tafjordfjella , así como del hábitat de los renos en la parte norte del valle de Ottadalen.
El parque es una de las áreas silvestres más grandes aún intactas en el oeste de Noruega.  Gran parte del ecosistema alpino original, incluidos los renos salvajes, los glotones, las águilas reales, los halcones rojos y los lagópodos, siguen intacton.  El parque está formado por numerosas montañas y valles. Las montañas más altas del parque se elevan a más de 2,000 m sobre el nivel del mar. El paisaje en Reinheimen es extremadamente variado. En el oeste, es impresionante, con picos afilados y crestas de bordes afilados, y ríos que fluyen rápidamente. Hacia el este, el terreno tiene una pendiente más suave, se producen mesetas, los valles son más anchos y los ríos fluyen más lentamente. Varios ríos, como el Istra, Rauma, Lora, Finna/Skjerva, Valldøla y Tora/Føysa, tienen sus nacimientos en Reinheimen.